# كوربيهيم
كوربيهيم (بالفرنسية: Corbehem)‏ هي بلدية تقع في إقليم باد كاليه من منطقة نور با دو كاليه في شمال فرنسا. تبلغ مساحة هذه المدينة 2.6 (كم²)، وترتفع عن سطح البحر 22 م، يبلغ عدد سكانها 2318 نسمة حسب إحصاء المعهد الوطني للإحصاء والدراسات الاقتصادية سنة 2009 م. وترأس Dominique Bertout البلدية خلال فترة (2008-2014).